# Chetnim doce de manga
Chetnim doce de manga é um chetnim doce típico da culinária indo-portuguesa de Goa, Damão e Diu, outrora pertencentes ao Estado Português da Índia.
Tal como o nome indica, é preparado com mangas. Para além destas, os seus ingredientes incluem também açúcar, vinagre, gengibre, alho, piri-piri, sal e passas.
As mangas são descascadas e raladas grosseiramente. Em seguida, vão ao lume com o açúcar, até este derreter. Por fim, são adicionados os restantes ingredientes, deixando-se o preparado ao lume até se obter uma mistura espessa. Após arrefecer, o chetnim pode ser guardado em frascos de vidro e deve maturar durante pelo menos uma semana .